# Anfa
Anfa (àrab: أنفا, Anfā; amazic estàndard marroquí: ⴰⵏⴼⴰ, Anfa) és un districte (arrondissement) de la ciutat de Casablanca, dins la prefectura de Casablanca, a la regió de Casablanca-Settat, al Marroc. Segons el cens de 2014 tenia una població total de 94.255 persones.

## Història
La ciutat apareix a les cròniques portugueses com Anafe transcripció portuguesa d'Anfa. Aquest nom seria una variant de l'amazic afa (‘cim’, ‘turó’). Això deixa suposar que inicialment va estar sobre un turó que seria on avui dia hi ha el barri d'Anfa Superior. Encara que la seva fundació s'atribueix als cartaginesos i als romans, no hi ha elements arqueològics que ho confirmin. Az-Zayyaní diu que fou fundada per emirs zenates al final del segle vii, però no dona les fonts de la informació. Al-Idrissí esmenta el port, ja actiu al seu temps. Sota els Barghawata es desconeix el paper d'Anfa; sota els marínides va ser capital de la província de Tamasma.
Cap al final de la dinastia marínida es va fer independent i va formar una república dominada per pirates. Contra aquests van combatre els portuguesos. El 1468, sota el rei Alfons V de Portugal, una expedició dirigida per l'infant Ferran va ocupar Anfa, que havia estat evacuada pels seus habitants; els portuguesos la van destruir, van enderrocar els murs i la van evacuar.